# Сарвепаллі Радхакришнан
Сарвепаллі Радхакришнан (5 вересня 1888 — 17 квітня 1975) — індійський філософ, громадський та державний діяч, президент Індії від 1962 до 1967 року. Почесний член Британської академії (1962).

## Біографія
Народився у багатій брагманській родині у селищі Тіруттані на північному заході Мадрасу (нині Ченнаї). Рідна мова — телуґу. Закінчив Християнський коледж у Мадрасі, який був порівняно ліберальним та зміг дати якісну освіту.
1907 року захистив магістерську дисертацію «Етика веданти і її філософські передумови». Викладав у ряді індійських коледжів та університетів. Публікував оригінальні роботи та переклади релігійно-філософських текстів з санскриту та палі.
У 1923 — 27 роках у Лондоні вийшов його капітальна двотомна праця «Індійська філософія». Читав лекції в Оксфордському, Гарвардському та інших західних університетах.
У 1931 — 36 роках віце-канцлер університету Андхри.
У 1936 — 39 роках — професор релігії та етики Сходу в Оксфордському університеті.
У 1939 — 46 роках — віце-канцлер Індуїстського університету у Варанасі (Бенарес).
Після проголошення незалежності Індії Радхакришнан займався не стільки філософією, скільки суспільною та державною діяльністю.
У 1946 р. призначений послом у ЮНЕСКО, у 1949 р. — послом у СРСР. Керував реформами вищої освіти в Індії.
З 1952 р. — віце-президент, у 1962 — 67 роках — президент Республіки Індія.
Лауреат Темплтонівської премії за прогрес у релігії (1975).

## Світогляд
Радхакришнан з дитинства вірив у реальність потойбічного світу, що лежить за поверхнею явищ. Отримавши європейську освіту у колоніальних навчальних закладах, він високо цінував західну філософію, але з самого початку наукової діяльності виступив пропагандистом традиційної філософії Індії, доводячи, що вона розташована щонайменше на такому ж рівні, як і західна. У магістерській дисертації він виступив проти поширеної тоді в Європі думки, що індійська філософія взагалі та веданта зокрема зовсім не цікавиться етичними проблемами. У наступних своїх публікаціях та особливо у праці «Індійська філософія» він намагався неупереджено давати виклад точок зору різних шкіл, але не міг втриматися від оцінки їх з позицій тієї філософії, яку сам поділяв, — адвайта-веданти. Критично ставлячись до ритуалістичним та догматичним тенденціям в індуїзмі, він підкреслював ті аспекти, які прийнятні для західного стилю мислення: антиритуалістичну, чисто духовну спрямованість Упанішад, спроби багатьох шкіл пом'якшити суворість кастового ладу і дати членам нижчих каст можливість займатися практикою самовизволення. Відзначаючи близькість буддизму до західних навчань агностичного та позитивістського толку, він писав, що людський розум все ж не може піти від «суто академічних» онтологічних проблем та замкнутися лише на практично корисному: ми неминуче будемо намагатися дати відповіді навіть на, здавалося б, абсолютно нерозв'язні питання буття. Негативно ставлячись до матеріалізму, він старався і до нього бути справедливим: не виключав, що погляди давньоіндійських матеріалістів були спотворені пізнішими коментаторами-ідеалістами і що насправді індійський матеріалізм не був такий грубо гедоністічний.
Займаючи керівні університетські посади у колоніальній Індії та беручи участь у будівництві Індії незалежною, Радхакришнан вводив викладання природничо-наукових та технічних дисциплін (колоніальна британська адміністрація надала індійській освіті суто гуманітарний характер, не підпускаючи «тубільців» до сучасної техніки). Протестуючи проти європоцентристської зневаги до індійської культури, він виступав і проти консервативних, антизахідних сил в Індії. Він писав: «Особисто я не сумніваюся в тому, що всі спроби з індуського або мусульманської боку протистояти сучасній науковій та промисловій цивілізації приречені на провал, і я буду дивитися на цей провал без жалю».
Радхакришнан був переконаний, що всі віровчення по змісту своєму єдині. Він вважав, що розвиток світової релігійної та філософської думки має призвести до появи універсальної релігії, універсальної філософії та універсальної моралі, і фундаментом їх повинна буде служити адвайта-веданта.

## Переклади
- Радхакришнан С. Індійська філософія. Т. 1 — 2. М., 1956—1957. (Репринт: СПб., 1994.)